# U-202
U-202 — средняя немецкая подводная лодка типа VIIC времён Второй мировой войны.

## История
Заказ на постройку субмарины был отдан 23 сентября 1939 года. Лодка была заложена 18 марта 1940 года на верфи «Германиаверфт» в Киле под строительным номером 631, спущена на воду 10 февраля 1941 года. Лодка вошла в строй 22 марта 1941 года под командованием капитан-лейтенанта Ганса-Хайнца Линдера.

### Командиры
- 22 марта 1941 года — 1 сентября 1942 года капитан-лейтенант Ганс-Хайнц Линдер
- 2 сентября 1942 года — 2 июня 1943 года капитан-лейтенант Гюнтер Позер

### Флотилии
- 22 марта — 1 июня 1941 года — 1-я флотилия (учебная)
- 1 июня 1941 года — 2 июня 1943 года — 1-я флотилия

### История службы

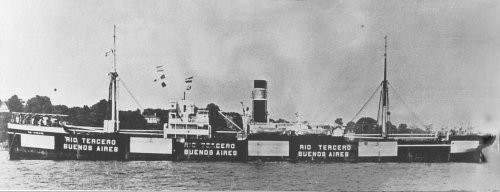
Аргентинское судно Rio Tercero, потопленное U-202 22 июня 1942 года

Лодка совершила 9 боевых походов. Потопила 9 судов суммарным водоизмещением 34 615 брт, повредила 5 судов суммарным водоизмещением 42 618 брт.
Потоплена 2 июня 1943 года к юго-востоку от мыса Фарвель, Гренландия, в районе с координатами 56°12′ с. ш. 39°52′ з. д. глубинными бомбами и артиллерийским огнём с британского шлюпа HMS Starling. 18 человек погибли, 30 членов экипажа спаслись.

### Волчьи стаи
U-202 входила в состав следующих «волчьих стай»:
- Rochen 16 — 25 февраля 1943
- Tümmler 27 февраля — 19 марта 1943

### Атаки на лодку
- Примерно 8 сентября 1942 года находящаяся в Бискайском заливе лодка была атакована британским самолётом. В результате атаки были повреждены две торпеды, находившиеся в надстройке вне прочного корпуса. U-202 продолжила патрулирование.
- 29 сентября 1942 года во время атаки большого танкера у берегов Тринидада лодка была атакована глубинными бомбами с самолёта Союзников. Взрывами был повреждён воздушный компрессор, что ограничило способность лодки погружаться, однако лодка продолжила патрулирование и до возвращения во Францию потопила ещё два судна.

### Особое задание
27 мая 1942 года U-202 покинула Брест, направляясь на важное задание. 12 июня она завершила скрытное пересечение Атлантики и высадила четверых диверсантов в районе Лонг-Айленда, США, после чего отправилась в обратный путь, успешно завершив его 25 июля.